# Persone di cognome Olsson
| Questa pagina contiene informazioni ricavate automaticamente dalle voci biografiche con l'ausilio del template Bio e di un bot. L'aggiornamento è periodico e automatico e ricostruisce completamente la pagina. Se manca una persona in questa lista, sei pregato di non aggiungerla, ma accertati piuttosto che la sua voce biografica contenga il template Bio e che i dati anagrafici siano correttamente compilati. Se il template Bio manca, inseriscilo tu stesso o, in alternativa, metti l'avviso {{tmp\|Bio}} che ne segnala la mancanza. Se i dati riportati sono sbagliati, correggi direttamente la voce biografica; le modifiche saranno visibili in questa lista entro pochi giorni. Per chiarimenti vedi il progetto antroponimi. La lista contiene solo le 57 persone che sono citate nell'enciclopedia e per le quali è stato implementato correttamente il template Bio. Pagina aggiornata al 7 mag 2025. |

Questa è una lista di persone presenti nell'enciclopedia che hanno il cognome Olsson, suddivise per attività principale.

## Allenatori di calcio(2)
- Per Olsson, allenatore di calcio e ex calciatore svedese (Skutskär, n. 1963)
- Jonas Olsson, allenatore di calcio e ex calciatore svedese (Göteborg, n. 1970)

## Allenatori di pallamano(1)
- Staffan Olsson, allenatore di pallamano e ex pallamanista svedese (Uppsala, n. 1962)

## Attori(2)
- Gunnar Olsson, attore e regista svedese (Oxelösund, n. 1904 - † 1983)
- Ty Olsson, attore canadese (Halifax, n. 1974)

## Attrici(1)
- Ann-Margret, attrice e cantante svedese (Valsjöbyn, n. 1941)

## Bassisti(1)
- Peter Olsson, bassista svedese (Danderyd, n. 1961)

## Batteristi(1)
- Nigel Olsson, batterista e cantante britannico (Wallasey, n. 1949)

## Biatleti(1)
- Holmfrid Olsson, biatleta svedese (n. 1943 - Lima, † 2009)

## Bobbisti(1)
- Sean Olsson, bobbista britannico (Beverley, n. 1967)

## Calciatori(20)
- Sebastian Ohlsson, calciatore svedese (Göteborg, n. 1993)
- Leif Olsen, calciatore norvegese (n. 1927 - Oslo, † 2012)
- Dennis Olsson, calciatore svedese (Sundsvall, n. 1994)
- Fredrik Olsson, ex calciatore svedese (Karlshamn, n. 1985)
- Jonas Olsson, ex calciatore svedese (Landskrona, n. 1983)
- Kristoffer Olsson, calciatore svedese (Norrköping, n. 1995)
- Thomas Olsson, ex calciatore svedese (Åtvidaberg, n. 1976)
- Albert Olsson, calciatore svedese (Göteborg, n. 1896 - Göteborg, † 1977)
- Elias Olsson, calciatore svedese (Arlöv, n. 2003)
- Gunnar Olsson, calciatore svedese (n. 1908 - † 1974)
- Gunnar Olsson, calciatore svedese (Helsingborg, n. 1901 - † 1960)
- Jakob Olsson, ex calciatore svedese (Myckleby, n. 1991)
- Jan Olsson, calciatore svedese (Kungshamn, n. 1944 - † 2023)
- Jan Olsson, ex calciatore svedese (Halmstad, n. 1942)
- Joakim Olsson, ex calciatore svedese (n. 1972)
- Marcus Olsson, calciatore svedese (Gävle, n. 1988)
- Martin Olsson, calciatore svedese (Gävle, n. 1988)
- Simon Olsson, calciatore svedese (Linköping, n. 1997)
- Sven Olsson, calciatore svedese (Göteborg, n. 1889 - Göteborg, † 1919)
- Tomas Olsson, ex calciatore svedese (n. 1972)

## Canoiste(1)
- Anna Olsson, ex canoista svedese (Timrå, n. 1964)

## Canoisti(2)
- Gunnar Olsson, ex canoista svedese (n. 1960)
- Hans Olsson, ex canoista svedese (Göteborg, n. 1964)

## Cantanti(2)
- Bosson, cantante e compositore svedese (Ballangen, n. 1975)
- Anette Olzon, cantante svedese (Katrineholm, n. 1971)

## Cestisti(1)
- Lars-Erik Olsson, cestista svedese (n. 1922 - † 2018)

## Chitarristi(1)
- Kvarforth, chitarrista e cantante svedese (Halmstad, n. 1983)

## Fondiste(3)
- Anna Olsson, ex fondista svedese (Kramfors, n. 1976)
- Jenny Olsson, fondista svedese (Stoccolma, n. 1979 - Östersund, † 2012)
- Moa Olsson, fondista svedese (Vansbro, n. 1997)

## Fondisti(1)
- Johan Olsson, ex fondista svedese (Västerås, n. 1980)

## Geografi(1)
- Paul Gunnar Olsson, geografo svedese (Ekshärad, n. 1935)

## Ginnasti(1)
- Oluf Olsson, ginnasta danese (Copenaghen, n. 1873 - Copenaghen, † 1947)

## Mezzofondisti(1)
- Thorild Olsson, mezzofondista svedese (Göteborg, n. 1886 - Göteborg, † 1934)

## Nuotatori(1)
- Per-Olof Olsson, nuotatore svedese (Stoccolma, n. 1918 - Vadstena, † 1982)

## Politici(1)
- Hans Olsson, politico svedese (n. 1951)

## Sciatori alpini(5)
- Hans Olsson, ex sciatore alpino svedese (Mora, n. 1984)
- Lars Olsson, ex sciatore alpino svedese (Borlänge, n. 1944)
- Matts Olsson, ex sciatore alpino svedese (Eda, n. 1988)
- Peter Olsson, ex sciatore alpino svedese (n. 1970)
- Pierre Olsson, ex sciatore alpino svedese (n. 1979)

## Sciatrici alpine(1)
- Anita Olsson, ex sciatrice alpina svedese (n. 1940)

## Scrittori(2)
- Albert Olsson, scrittore svedese (Eslöv, n. 1904 - Harplinge, † 1994)
- Anders Olsson, scrittore, poeta e storico della letteratura svedese (Huddinge, n. 1949)

## Triplisti(1)
- Christian Olsson, ex triplista svedese (Göteborg, n. 1980)

## Senza attività specificata(2)
- Jon Olsson, ex sciatore freestyle e sciatore alpino svedese (Mora, n. 1982)
- Karolina Olsson, svedese (Oknö, n. 1861 - Oknö, † 1950)